# Arthur Tomson
Arthur Graham Tomson (* 15. März 1858 in Chelmsford, England; † 14. Juni 1905 in Robertsbridge, England) war ein britischer Landschafts- und Tiermaler, Illustrator sowie Kunstschriftsteller.

## Leben

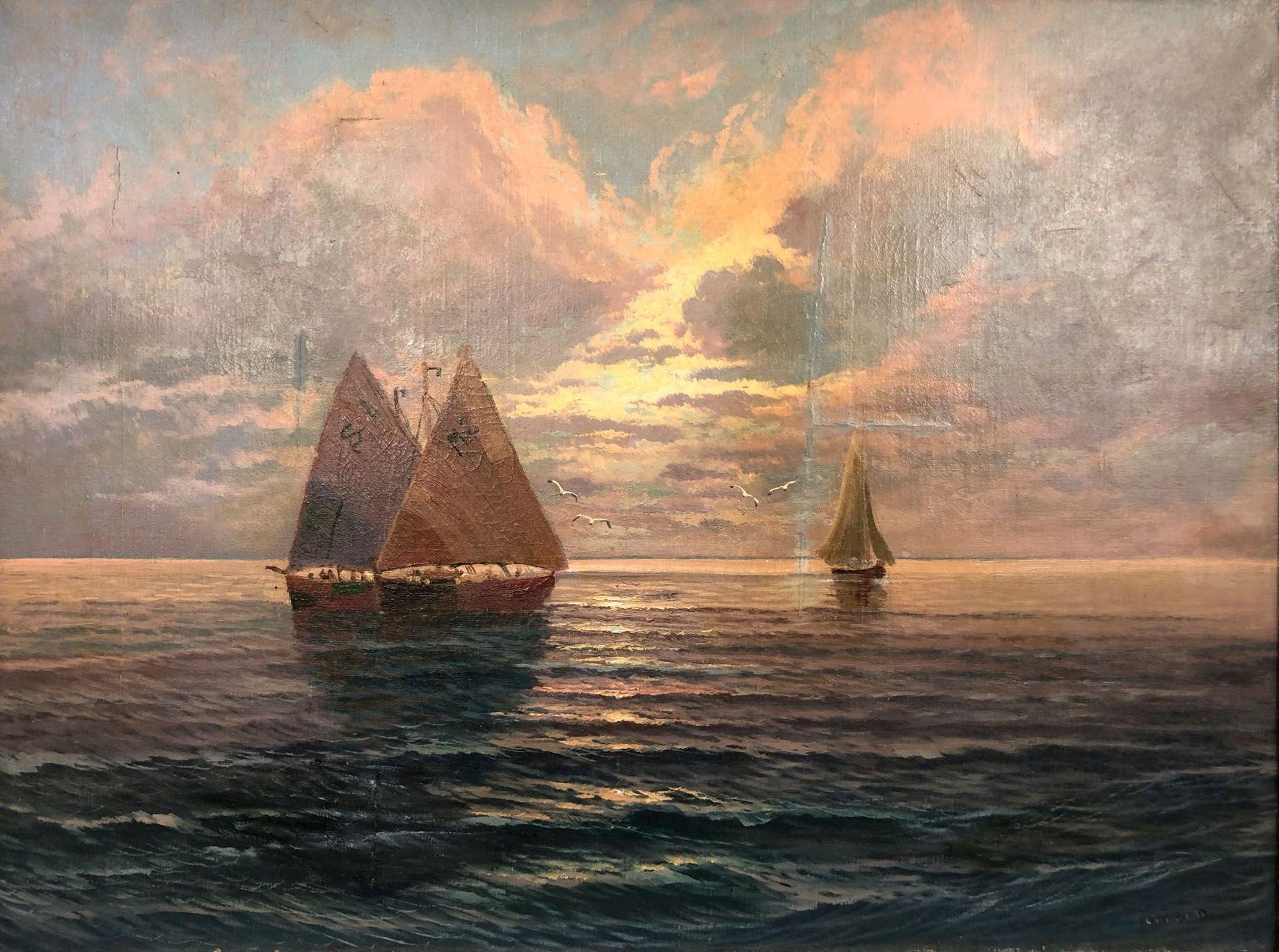
Segelschiffe im Abendrot

Nach dem Besuch einer Schule in Ingatestone in Essex ging Tomson, eines von sechs Kindern des Bankbeamten Whitbred Tomson († 1876) und dessen Ehefrau Elizabeth Maria, auf ein Internat in Uppingham. Danach studierte er Malerei in Düsseldorf. 1882 kehrte er nach England zurück und wirkte in Sussex und Dorset als Landschafts- und Tiermaler. Auch lebte er in London-Kensington. Er wurde ein frühes Mitglied des New English Art Club, wo er seine poetischen Landschaften regelmäßig ausstellte. Von 1883 bis 1892 war er auf Ausstellungen der Royal Academy vertreten, ferner etwa in der New Gallery. 1903 präsentierte er seine Schrift Jean-François Millet and the Barbizon School, die 1905 erneut aufgelegt wurde. Unter dem Pseudonym Verind schrieb er einige Jahre Kunstkritiken für den Morning Leader. Für das Art Journal zeichnete er Illustrationen. Auch illustrierte er das Buch Concerning Cats (1892), eine Gedichtsammlung seiner ersten Lebenspartnerin, der Dichterin Graham R. Tomson (1860–1911).